# Station Laa an der Thaya
Station Laa an der Thaya is een station in de Oostenrijkse stad Laa an der Thaya dat werd geopend in 1869.